# 사람사는세상영화제
사람사는세상영화제는 사람사는세상 노무현재단이 주최, 주관하는 대한민국의 영화제이다. 2014년에 시작되었으며, "깨어있는 시민의 가치와 시민성을 제시하고자" 기획된 영화제이다.

## 영화제
- 제1회 사람사는세상영화제
- 제2회 사람사는세상영화제
- 제3회 사람사는세상영화제
- 제4회 사람사는세상영화제